# Ob-La-Di, Ob-La-Da
«Ob-La-Di, Ob-La-Da» es una canción de la banda británica de rock The Beatles originalmente grabada en su álbum doble homónimo, The Beatles (también conocido como El Álbum Blanco). Fue compuesta por Paul McCartney, pero acreditada a Lennon/McCartney. En 1968, la canción fue lanzada como un sencillo con «Julia» en el lado B esto en Estados Unidos

## Composición
La canción se escribió cuando el reggae estaba empezando a ser popular en Gran Bretaña. La línea «ob la di ob la da, life goes on, bra» era una expresión de uso frecuente del conguero nigeriano Jimmy Scott, un conocido de McCartney. 
Según el ingeniero de sonido Geoff Emerick, John Lennon odiaba la canción y la calificó de «mierda para abuelas de Paul». Tras abandonar el estudio durante la grabación de la canción (después de varios días y, literalmente, docenas de tomas de la canción, tratando diferentes ritmos y estilos), Lennon regresó drogado por la marihuana, se dirigió inmediatamente al piano y tocó los acordes de apertura mucho más fuerte y más rápido de como lo había hecho antes. Dijo que así era como la canción se debía tocar, y esta versión fue la que se terminó usando.
La letra de la canción Savoy Truffle, compuesta por Harrison también del álbum The Beatles, incluía la línea «We all know ob-la-di-bla-da, but can you show me where you are» ('Todos conocemos ob-la-di-bla-da, pero ¿me puedes mostrar dónde te encuentras?').

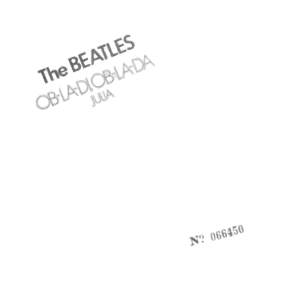
Edición estadounidense de «Ob-La-Di, Ob-La-Da» en sencillo, con «Julia» en la cara B (1976).

## Recepción de la crítica
Richie Unterberger de All Music dijo que la canción fue «una de las más populares del Álbum Blanco, que podría haber sido un sencillo de éxito».

## Demanda
Tiempo después, Jimmy Scott demandó a McCartney por el uso de la frase en la letra y en el título de la canción. Según McCartney, «Ob-La-Di, Ob-La-Da» era simplemente un dicho común de la tribu yoruba y Scott simplemente había enseñado que la decían. Se ha dicho que la frase significa «Life Goes On» ('La vida continúa'), palabras que también suenan en la canción. Scott abandonó el caso cuando McCartney le pagó gastos legales de otro asunto.

## Personal
- Paul McCartney - voz principal y coros, bajo eléctrico (Rickenbacker 4001s), guitarra acústica (Martin D-28).
- John Lennon - piano (Challen Upright) y coros.
- George Harrison - guitarra acústica (Gibson J-200), coros y palmas.
- Ringo Starr - batería (Ludwig Super Classic), bongos, maracas y palmas.
- Ronnie Scott - saxo.
- Rex Morris - saxo.

## Otras versiones
El grupo escocés de pop rock The Marmalade hizo una versión de esta canción que alcanzó el N.º 1 en Gran Bretaña en 1968.
El grupo de reggae jamaicano Inner Circle, en su álbum Jamaika Me Crazy, rindió tributo a The Beatles abriendo el disco con una versión de este sencillo. Además, el músico jamaicano Tommy McCook, junto a Herbie Man, realizó una versión instrumental, la versión de Tijuana Brass con Herb Alpert.
Yuri versionó en español esta canción para el álbum homenaje a The Beatles titulado Hey Jude. 
En el álbum Tropical Tribute to the Beatles, la artista cubana Celia Cruz hizo su versión adaptada al español de la canción.
También existe versión interpretada por Arthur Conley de 1968.
Gabriela Bee realizó una versión en su canal de Youtube (Miss Bee) en 2019